# Лещенко Роман Миколайович
Роман Миколайович Лещенко (нар. 23 листопада 1988, Пеніжкове, Христинівського району Черкаська область) — юрист, викладач, підприємець в аграрній сфері. Міністр аграрної політики та продовольства України з 17 грудня 2020 до 24 березня 2022 року, Голова Державної служби України з питань геодезії, картографії та кадастру (2020 р.), Уповноважений Президента України з земельних питань з 1 жовтня 2019 до 15 червня 2021 року.

## Освіта
Народився 23 листопада 1988 в селі Пеніжкове, Христинівського району Черкаської області.
Навчався на юридичному факультеті КНУ імені Т. Г. Шевченка.
Кандидат юридичних наук, у 2015 році захистив дисертацію на тему «Фінансово-правове регулювання офшорних механізмів» зі спеціальності 12.00.07.

## Кар'єра. Політична діяльність
З 2007 року працював в компанії OSG Group, обіймав посаду головного юридичного консультанта холдингу.
З 2013 року — асистент кафедри фінансового права юридичного факультету Київського національного університету імені Тараса Шевченка.
1 жовтня 2019 року призначено Уповноваженим Президента України з земельних питань.
На цій посаді він працював над прийняттям земельної реформи, брав участь як у підготовці та написанні законопроєкту № 2178-10 «Про внесення змін до деяких законодавчих актів України щодо обігу земель сільськогосподарського призначення», а також на етапі його розгляду у Верховній Раді України.
Також він відстояв збереження Держпідтримки аграріїв на 2020 рік на рівні 4 млрд грн.
10 червня 2020 року був призначений Головою Державної служби України з питань геодезії, картографії та кадастру.
17 грудня 2020 року Верховна Рада України призначила Романа Лещенка міністром аграрної політики та продовольства України.
23 березня 2022 року подав заяву про відставку з посади міністра аграрної політики та продовольства. Наступного дня повідомив, що пішов із посади через важку спадкову хворобу. 24 березня 2022 року Верховна Рада України звільнила його з посади. Це рішення підтримав 321 депутат.
Діяльність на посаді Голови Держгеокадастру
Після призначення на посаду Голови Державної служби з питань геодезії, картографії та кадастру 10 червня 2020 року, своїми програмними цілями на посаді Роман Лещенко назвав передачу земель державної власності сільськогосподарського призначення в управління народу, а саме — територіальним громадам, а також позбавлення Держгеокадастру функцій розпорядження державними землями.
Серед інших завдань він оголосив підготовку Державної служби з питань геодезії, картографії та кадастру до початку обігу землі сільськогосподарського призначення з 1 липня 2021 року, а також цифровізацію послуг та перетворення Держгеокадастру на сервісну службу.
 Інвентаризація 2020 року 
Свою роботу на посаді голови Держгеокадастру Роман Лещенко почав активної антикорупційної діяльності та боротьби з розкраданням державних земель. Для цього ним була ініційована внутрішня інвентаризація наказів Держгеокадастру про безоплатну приватизацію земель державної власності за період з 2013 по 2020 роки. А також розпочатий всеукраїнський аудит роботи відомства, який проводився вперше за 7 років.
Інвентаризація виявила, що з 2013 до 2020 рік з державної у приватну власність через механізм безоплатної приватизації були передані понад 690 тис. га землі, з них 570 тисяч га були надані українцям для ведення особистого селянського господарства, ділянки у 2 га. Також під час внутрішньої інвентаризації були виявлені десятки тисяч фактів подвійної приватизації.
Інформація про виявлені факти порушень, зокрема подвійної приватизації земель, виявлені під час інвентаризації 2020 року, були передані до правоохоронних органів. Водночас для осіб, що свідомо, чи несвідомо взяли участь у таких діях, була надана можливість добровільно повернути у власність держави землі, які були приватизовані з порушенням закону.
На думку Романа Лещенка, результати інвентаризації 2020 року доводять, що чиновник не повинен розпоряджатись державною землею, це право необхідно повернути місцевим громадам.
Окрім внутрішньої інвентаризації у 2020 році за керівництва Романа Лещенка був поведений повний аудит діяльності державних підприємств, що входять до сфери управління Держгеокадастру.
Правда про стан земельних правовідносин
У жовтні 2020 року голова Держгеокадастру Роман Лещенко оприлюднив інформацію про дані земельного балансу в державі. В України вже давно немає 10,4 млн га державних земель сільськогосподарського призначення. Про це голова Державної служби з геодезії, картографії та кадастру повідомив  в ефірі «Свобода слова Савіка Шустера» від 17 жовтня 2020 року. Він наголосив, що понад 5 мільйонів гектарів державних сільськогосподарських земель опинилися у приватній власності через так звану систему «безоплатної приватизації».
За словами голови Держгеокадастру, «дерибан» земель державної власності почався з 2001 року, коли в Україні був ухвалений Земельний кодекс та запроваджений механізм «безоплатної приватизації» земель. А пізніше, у 2002-му році, були внесені зміни до Закону «Про місцеве самоврядування», яким місцеві громади були позбавлені права розпоряджатися землею.
З того часу, як зазначає Лещенко, в Україні утворилися чиновницькі клани, які використовували свій адмінресурс для незаконної приватизації земель. Таким чином у приватну власність під виглядом земель сільськогосподарського призначення потрапили ділянки по 2 га, де розташовані газові, запаси літію, бурштину, та інших корисних копалин, які є власністю українського народу.
Форум «Земля народу»
15 жовтня 2020 року на Чернігівщині відбувся історичний форум «Земля народу», під час якого Президент України Володимир Зеленський підписав Указ про старт передачі земель державної власності сільськогосподарського призначення у розпорядження ОТГ після місцевих виборів 25 жовтня 2020 року.
16 листопада 2020 року Кабінет Міністрів схвалив Постанову № 1113, а вже із 17 листопада 2020 року, наказом Держгеокадастру було розпочати процес передачі земель державної власності територіальним громадам.
Під час форуму Роман Лещенко повідомляв, що місцевим громадам буде передано понад 2 млн га земель сільськогосподарського призначення. Після завершення цього процесу на балансі держави залишиться близько 750 тис. га землі сільськогосподарського призначення на акті постійного користування (землі Академії наук, Міністерства оборони України, Пенітенціарної служби, тощо).
Станом на 24 грудня 2020 року, 1216 територіальних громади вже отримали в комунальну власність 1,91 млн га земель сільськогосподарського призначення, що перебували у державній власності.
Реорганізація Держгеокадастру 2020
Під час роботи на посаді голови Держгеокадастру Роман Лещенко провів масштабну реорганізацію відомства.
Для цього 16 листопада 2020 року Кабінет Міністрів України ухвалив Постанову № 1118 «Питання функціонування територіальних органів Державної служби з питань геодезії, картографії та кадастру». Вона передбачає ліквідацію Головних управлінь Держгеокадастру в областях та місті Київ як юридичних осіб публічного права. Натомість, створення територіальних органів Державної служби України з питань геодезії, картографії та кадастру, як структурних підрозділів центрального апарату.
Як наголошував голова Держгеокадастру Роман Лещенко, реорганізація відомства необхідна у зв'язку зі зміною функцій Державної служби геодезії, картографії та кадастру, зокрема, втратою функції розпорядження державними землями сільськогосподарського призначення. А також для поступового перетворення Держгеокадастру на сервісну службу.
Внаслідок реорганізації та зміни функцій Держгеокадастру було проведено скорочення штату відомства на 60 %. «Це одна з найбільших в історії України реорганізацій відомства. За попередніми оцінками, вона дозволить зекономити 500 млн грн коштів і спрямувати їх на оцифрування країни, оптимізації реєстрів та повноцінного запуску національної інфраструктури геопросторових даних», — підкреслював Роман Лещенко.

## Історія земельної реформи
19 лютого 2021 року Роман Лещенко презентував Президенту України Володимиру Зеленському пілотний проєкт Національної інфраструктури геопросторових даних (НІГД).
15 квітня 2021 року Парламент ухвалив кошторис на роботу Мінагрополітики. За це віддали свої голоси 275 народних депутатів. 29 квітня Президент підписав закон про зміни до державного бюджету на 2021 рік щодо фінансування Міністерства аграрної політики та продовольства.
Роман Лещенко взяв участь у проєкті НАБу і розповів у ексклюзивному відео про два епізоди великої земельної корупції. В одному з них за видачу наказів про виділення земельних ділянок підставним особам зловмисники мали намір дати посадовцю 170 тис. дол. США.
21 квітня 2021 Кабінет Міністрів України прийняв постанову «Про внесення змін до Порядку використання коштів, передбачених у державному бюджеті для надання фінансової підтримки розвитку фермерських господарств». Вона передбачає спростити механізм надання підтримки фермерським господарствам, а також усунути адміністративні перешкоди при її отриманні.
28 квітня 2021 року Верховна Рада проголосувала за законопроєкт 2194 «Про внесення змін до Земельного кодексу України та інших законодавчих актів щодо удосконалення системи управління та дерегуляції у сфері земельних відносин», подолавши понад 2000 правок. Документ також називають Земельною Конституцією. «Тепер право розпоряджатися землями передано місцевим громадам остаточно і безповоротно. Держгеокадастр відтепер лише сервісна організація, максимально дерегульована, з ліквідованими корупційними повноваженнями в управлінні земельними ресурсами», — Роман Лещенко.
29 квітня 2021 року Геопортал презентовано громадськості. До пілотного проєкту увійшли 6 міст України: Біла Церква, Житомир, Львів, Маріуполь, Миколаїв і Полтава, а також Харківська і Львівська області та 100 ОТГ з різних регіонів України.
«Це закон, який робить прозорим і відкритим земельний кадастр, який дає суспільству інформацію про всі природні ресурси, хто їх використовує, хто власник, хто безоплатно отримував землю, хто скільки сплачує податків, де здійснюється незаконна вирубка лісів, де в нас є проблематика з пожежами, будь-якими техногенними катастрофами, чи здійснюється законне чи незаконне будівництво. Фактично це велика база даних нашої держави в межах тих основних позицій, які ви нам окреслили в питанні реалізації земельної реформи», — Роман Лещенко.
18 травня 2021 року Верховна Рада на пленарному засіданні, подолавши 800 правок, ухвалила у другому читанні законопроєкт № 2195 «Про внесення змін до деяких законодавчих актів щодо продажу земельних ділянок державної та комунальної власності або прав на них (оренди, суперфіцію, емфітевзису) через електронні аукціони».
20 травня 2021 року аграрний комітет Верховної Ради розглянув допрацьований Закон про об'єднання водокористувачів № 5202 та рекомендував його до прийняття у сесійній залі.
24 травня 2021 року Президент України Володимир Зеленський на Всеукраїнському форумі «Україна.30. Земля» підписав законопроєкт № 2194.
«Шлях довжиною у 1,5 роки закінчився перемогою українців. Це безпрецедентна подія, так як відтепер законними творцями земельних відносин стають громади. Саме вони — власники та розпорядники своїх земель. Ці базові й зрозумілі речі тепер набувають значення», — Роман Лещенко.
24 травня 2021 року Кабінет Міністрів передав меліоративні системи під координування та управління Мінагрополітики. Урядом було прийнято рішення створити Державне агентство меліорації та рибного господарства України.
26 травня 2021 року Уряд України затвердив постанову щодо Порядку функціонування національної інфраструктури геопросторових даних.
За сприяння Мінагрополітики Міноборони повернуло у свою власність земельну ділянку площею близько 7,7 тис. га, що на території с. Дівички. Її ще в 2013 році незаконно віддали у постійне користування іншому держоргану. Згодом із 7,7 тис. га оборонних земель 540 га вивели із державної власності. Майже половина з них опинилася в руках 15-ти комерційних структур, решту приватизували приватні особи.
24 червня 2021 року Президент України підписав законопроєкт № 2195 «Про земельні аукціони».
1 липня 2021 року Закон про агрострахування Верховна Рада України прийняла у другому читанні. Агрострахування було ціллю Міністерства агрополітики, передбаченою в Стратегії розвитку до 2030 року (затверджена у березні 2021 року).
1 липня 2021 року Міністр агрополітики Роман Лещенко офіційно оголосив старт Земельної реформи.
«Ми зробили величезний прорив для нашої держави. Адже земля — це питання не ідеології, не політики, а добробуту людей та держави! Землеволодіння завжди було привілеєм меншості — ми ж зробили його правом усіх громадян», — наголосив Роман Лещенко.

## Спроба підкупу
У грудні 2020 року голові Держгеокадастру Роману Лещенку пропонували хабар у розмірі 170 тисяч доларів за погодження і видання наказів на виділення землі у Хмельницькій області на підставних осіб під програми взаємодії із фермерськими господарствами.
В Міжнародний день боротьби з корупцією 9 грудня  НАБУ і САП в.о. начальника головного управління Держгеокадастру у Хмельницькій області Юрія Климка за підозрою у спробі підкупу голови Держгеокадастру Романа Лещенка. Як додали в НАБУ, підозрюваних затримали у момент спроби передачі неправомірної вигоди.
За версією слідства, в.о. начальника ГУ Держгеокадастру у Хмельницькій області разом із посередником Олексієм Ковальовим планували передати 170 тисяч доларів неправомірної вигоди Роману Лещенку за видачу наказів про виділення земельних ділянок підставним особам. Їх затримали після передачі другого траншу на загальну суму 25 тис. доларів США. Передбачалося, що загальна сума неправомірної вигоди, яка призначалася за видачу наказів про виділення земельних ділянок підставним особам, становитиме 170 тис. дол. США.
По факту пропозиції хабаря до антикорупційних органів звернувся сам Роман Лещенко на початку вересня 2020 року. Після чого детективи НАБУ разом з працівниками СБУ розпочали документувати цей злочин.
«Ми працювали понад три місяці для виявлення усіх учасників схеми та кінцевих вигодонабувачів. І 9 грудня, у Всесвітній день боротьби з корупцією, ми завершили цей довгий шлях», — зазначав Роман Лещенко на прес-конференції, присвяченій затриманню посадових осіб Держгеокадастру 10 грудня 2020 року.
Пізніше ВАКС обох взяв під варту з альтернативою застави.

## Замах
За інформацією МВС України, 18 листопада 2021 року запобігли спробі вбивства міністра Лещенка. 19 листопада Печерський районний суд Києва взяв під варту передбачуваних замовників.

## Особисте життя
Одружений. Дружина Алла, сини Микола та Геннадій.